# Hochzeit in Rom
Hochzeit in Rom ist eine deutsch-italienische Koproduktion. Der Fernsehfilm von Olaf Kreinsen aus dem Jahr 2017 wurde im Auftrag und für Das Erste produziert. In den Hauptrollen agieren Federica Sabatini und Matthias Zera, in tragenden Rollen Harald Krassnitzer, Ann-Kathrin Kramer, Ricky Tognazzi, Stefania Rocca, Annika Ernst und Elena Cotta.
Der Hessische Rundfunk schrieb anlässlich der Erstausstrahlung: „Rom dient mit seinen Sehenswürdigkeiten und Herrenhäusern als malerische Kulisse für die Liebesgeschichte.“

## Handlung
Der aus Köln stammende junge Architekt Max Hauser und die Italienerin Bianca D’Arcadia, eine Adelige aus Rom, gestehen einander nach nur zwei Tagen ihre Liebe und sind entschlossen zu heiraten, nachdem Max ihr in das Haus seiner Eltern gefolgt war und Bianca ihn ihren verdutzten Eltern vorgestellt hat.  
Als Bianca vom Balkon aus mitbekommt, wie Max und eine junge Flugbegleiterin sich umarmen, scheint sich der Hinweis ihrer Vertrauten Sofia, dass Max untreu wäre, zu bewahrheiten und sie stürmt wütend aus dem Anwesen ihrer Familie, um mit dem im Hof parkenden Cabrio wegzufahren. Max kann gerade noch ins Auto springen, und erklärt, es sei nicht so, wie sie denke. Darauf kann Bianca nur spöttisch entgegnen, seine Ausrede sei ja nun wirklich nicht originell. 
Mailand. Eine Woche früher: Bianca verliert ihren Job als Kellnerin, als sie einer jungen Frau, die sich im Lokal protzig aufführt, widerspricht und sie zurechtweist. Max, der Begleiter dieser jungen Frau, fühlt sich dafür nun verantwortlich und entschuldigt sich bei Bianca. Die daraus entstehende Zuneigung mündet in einer gemeinsamen Nacht, die für Max so besonders ist, dass er Bianca am nächsten Morgen einen Heiratsantrag macht. Bianca glaubt jedoch nicht an eine gemeinsame Zukunft und läuft davon. Max denkt nicht daran, sie aufzugeben und sucht und findet sie in Rom im Palazzo ihrer Eltern. Sie ist eine echte Prinzessin mit diversen weiteren Titeln und kann auf eine lange Ahnengalerie zurückblicken, worüber Max nicht schlecht staunt. Er sei gekommen, um ihr zu sagen, dass er sie liebe und sie glücklich machen wolle, gesteht er Bianca, ohne sich davon beeindrucken zu lassen, dass seine "Kellnerin" sich als Prinzessin entpuppt hat.
Biancas Eltern, in erster Linie ihre Mutter, sind allerdings wenig erbaut von dem neuen Freund ihrer Tochter, dessen Mutter eine Weinhandlung führt und dessen Vater Zahnarzt ist. Max verliert keine Zeit und bittet Vibaldo und Gioia D’Arcadia um die Hand ihrer Tochter. Die Fürstin ist entsetzt und will diese Verbindung weit unter ihrem Stand lieber heute als morgen unterbinden. Ihr Mann jedoch ist der Meinung, nichts dagegen tun zu können, da Bianca volljährig sei.
Max ruft seine Eltern an und erzählt ihnen von seiner bevorstehenden Hochzeit. Sie reisen umgehend an. Das Zusammensein der Familie Hauser auf dem Anwesen der D’Arcadias verläuft angespannt. Die Männer verstehen sich zwar ganz gut, die Fürstin blickt jedoch auf die Bürgerlichen, die in ihren Augen kein Benehmen haben, herab. Dann reist Walter Hauser auch noch seine Geliebte, die Flugbegleiterin Xenia nach, der er versprochen hatte, mit seiner Frau zu sprechen, um ihr zu sagen, dass er sich von ihr trennen werde. Zur selben Zeit wird Eva Hauser von der Fürstin, die sie noch einmal aufgesucht hat, um sich zu verabschieden, beschimpft. Vibaldo D’Arcadia kann Eva, die den Palazzo wütend verlässt, jedoch wieder etwas besänftigen.
Bianca erzählt Max, dass ihre Großmutter ihn kennenlernen möchte und Max gesteht ihr, dass er bereits in zehn Tagen seinen Job als Architekt in Dubai antreten müsse. Das Pärchen beschließt, noch davor zu heiraten. Vor allem die Fürstin ist darüber entsetzt. Max spricht bei Biancas Großmutter, Ihrer Hoheit Donna Costanza, vor. Beide kommen schnell ins Gespräch. Am Ende signalisiert die alte Dame Zustimmung zur Wahl ihrer Enkelin.
Da auch die Fürstin merkt, dass sie nichts mehr gegen die beschlossene Heirat tun kann, will sie zumindest, dass es ein unvergessliches Fest wird. Sie beginnt mit der Planung. Bei einem gemeinsamen Essen kommt jedoch heraus, dass die Fürstenfamilie vor dem Bankrott steht. Der Fürst kann die ausstehenden Rechnungen nicht mehr bezahlen, das Anwesen muss verkauft werden. 
Als der Fürst aufgrund eines anaphylaktischen Schocks zusammenbricht, rettet Dr. Hauser ihm das Leben. Zwar ist er gemeinsam mit seiner Frau der Einladung gefolgt, Eva weiß jedoch inzwischen, dass Walter sie verlassen will, und spielt das Spiel nur noch mit, um ihrem Sohn nicht die Hochzeit zu verderben.
Donna Costanza will, dass ihre Enkelin zumindest den Familienschmuck erbt, wenn der Palazzo schon verlorengehe. Dabei erzählt sie in Max’ Gegenwart die Geschichte von einem in den Mauern des Gebäudes versteckten Schatz, nach dem schon ihre Urahnen vergeblich gesucht hätten. Obwohl Bianca meint, das sei nur eine Legende, ist Max’ Interesse geweckt.
Zurück zum Tag der Hochzeit: Max kann Bianca davon überzeugen, dass Xenia die inzwischen wahrscheinlich schwangere Geliebte seines Vaters ist. Bianca bittet ihn, ihr zu versprechen, dass sie niemals so werden würden wie seine und ihre Eltern. Dann jedoch gibt es neue Missverständnisse zwischen beiden, die dazu führen, dass Max den Palazzo überstürzt verlässt. So bekommt er nicht mehr mit, dass er mit seiner Vermutung, hinter einer Hohlwand könne sich jener Schatz verbergen, von dem Donna Costanza gesprochen hatte, Recht hatte. Das wühlt die alte Dame so sehr auf, dass ihr Herz nicht mehr mitmacht und sie tot zusammenbricht. Über diesen Verlust finden auch Bianca und Max wieder zusammen. Das Paar heiratet und der Palazzo wird aufgrund der hinter der Hohlwand entdeckten Wandmalereien von Michelangelo in ein Museum umgewandelt.  

## Produktionsnotizen

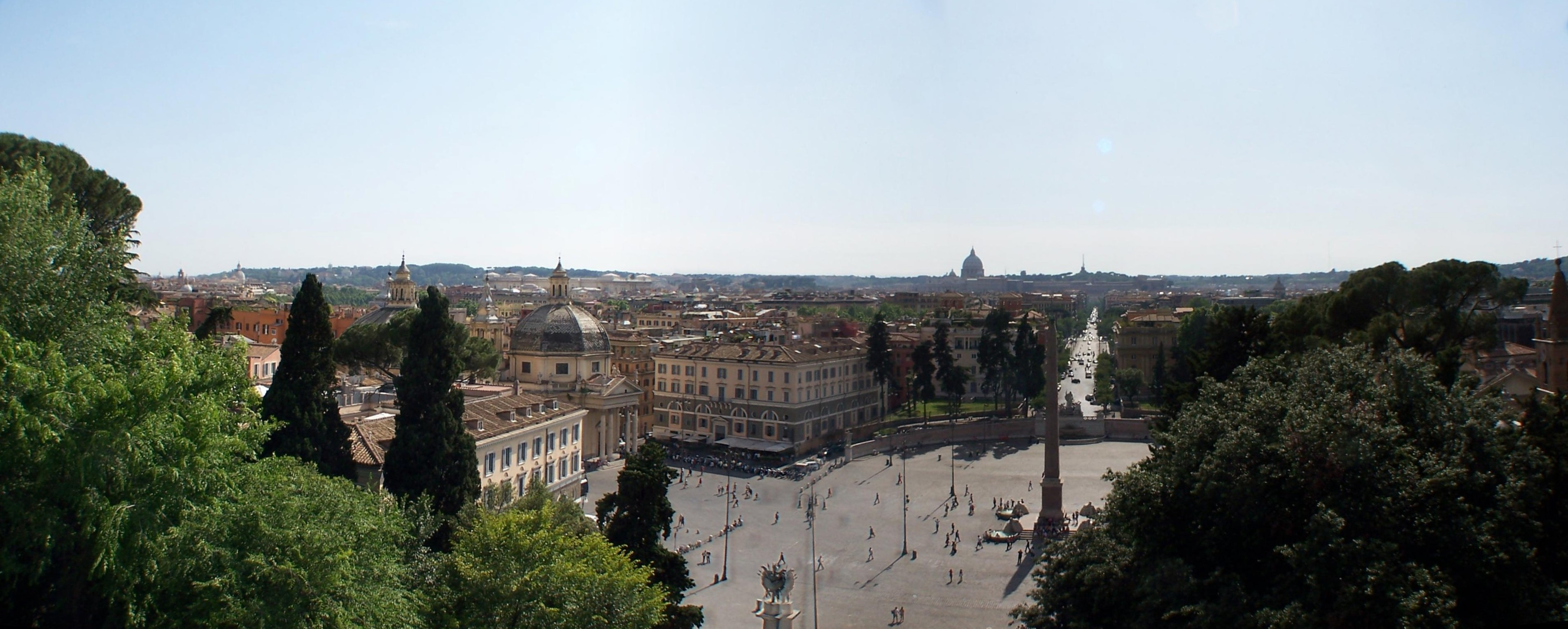
Piazza del Popolo in Rom, einer der Drehorte

Hochzeit in Rom wurde vom 10. Oktober bis zum 9. November 2016 in der italienischen Hauptstadt Rom gedreht. Produziert wurde der Film von der Rowboat Film- und Fernsehproduktion, Beta Film GmbH, der ARD Degeto Film GmbH und von RAI Fiction. Die Redaktion für RAI Fiction lag bei Alessandra Ottaviani und Michele Zatta. Für die ARD Degeto hatten Diane Wurzschmitt und Sascha Schwingel die Redaktion inne.
Matthias Zera, der bis dato nur im Theater zu sehen war, spielte hier seine erste Fernsehrolle überhaupt.

## Rezeption

### Veröffentlichung, Einschaltquote
Der am 29. September 2017 im Programm der ARD erstmals ausgestrahlte Film konnte 3,56 Millionen Zuschauer verbuchen, was einem Marktanteil von 12,7 Prozent entsprach.
In Italien war der Film erstmals am 27. September 2017 unter dem Titel Nozze romane zu sehen, in Spanien wurde er am 1. September 2019 unter dem Titel Unda boda en Roma veröffentlicht. Der englische Titel des Films lautet Wedding in Rome.

### Kritik
Die Kritiker der Fernsehzeitschrift TV Spielfilm zeigten mit dem Daumen zur Seite und vergaben für Humor und Erotik je einen von drei möglichen Punkten. Dazu schrieben sie: „Die deutsch-italienische TV-Schmonzette wirkt wie eine 50er-Jahre-Posse, nur ohne deren nostalgischen Reiz. Hübsche Rombilder und der charmante Tognazzi (Silberner Bär für die Regie von ‚Blutiger Sonntag‘, 1991) machen den Kitsch gerade noch erträglich.“ Fazit: „Roma-Aroma trifft auf Mottenkistenmief“
Tilmann P. Gangloff bewertete den Film für tittelbach.tv und gab ihm 3 ½ von 6 möglichen Sternen. Sein zusammenfassendes Urteil lautete: „‚Hochzeit in Rom‘ ist eine recht konventionelle romantische Komödie, nicht unbedingt reich an Überraschungen, aber gut besetzt & gut gespielt. Hauptdarsteller Matthias Zera ist ein interessantes neues Gesicht, und Rom ist immer eine Reise wert.“ […] Immerhin würden „die Deutschen von Deutschen verkörpert“ und „die Italiener von Italienern“, befand der Kritiker. Das Ensemble sei zudem „eine gut zusammengestellte Mischung aus Alt und Jung“. Es sei auch Matthias Zeras Leistung zu verdanken, dass der „anfangs etwas blasse Max zunehmend an Format gewinn[e]“. Für die Rolle des Patriarchen Vibaldo D’Arcadia hätten die „Produzenten immerhin Ricky Tognazzi gewinnen“ können, der hierzulande zwar nicht so bekannt wie sein Vater Ugo sei, aber „die nötige Ausstrahlung für diese Rolle“ habe. Mit Krassnitzer gebe es auf deutschsprachiger Seite „das passende Pendant“, die beiden Schauspieler würden sich „prächtig ergänzen“. Der Regisseur habe den Film als „leichte Unterhaltung, aber hochprofessionell inszeniert“. […] „Der Palazzo im Herzen Roms“ sei „ein prachtvoller Schauplatz“.
Der Filmdienst stellte lapidar fest: Romantische (Fernseh-)Komödie, die wenig originell, immerhin aber zielführend von der Relativität des Reichtums im Angesicht der Liebe erzählt. – Ab 14.